# حاجبية لاذقانية
الحاجبية اللاذقانية (باللاتينية: Ophrys latakiana) نوع نباتي ينتمي إلى جنس الحاجبية من الفصيلة السحلبية. تضعه بعض المراجع كنويع ضمن الحاجبية المظلية (باللاتينية: Ophrys umbilicata)

## الموئل والانتشار
موطن هذا النوع بلاد الشام وبعض مناطق شمال حوض البحر الأبيض المتوسط.

## مرادفات للاسم العلمي
- (باللاتينية: Ophrys oestrifera subsp. latakiana (M. Schönfelder & H. Schönfelder) Kreutz)